# Vélieux
Vélieux é uma comuna francesa na região administrativa de Occitânia, no departamento de Hérault. Estende-se por uma área de 10,15 km². Em 2010 a comuna tinha 88 habitantes (densidade: 8,7 hab./km²).